# OV-10 Bronco

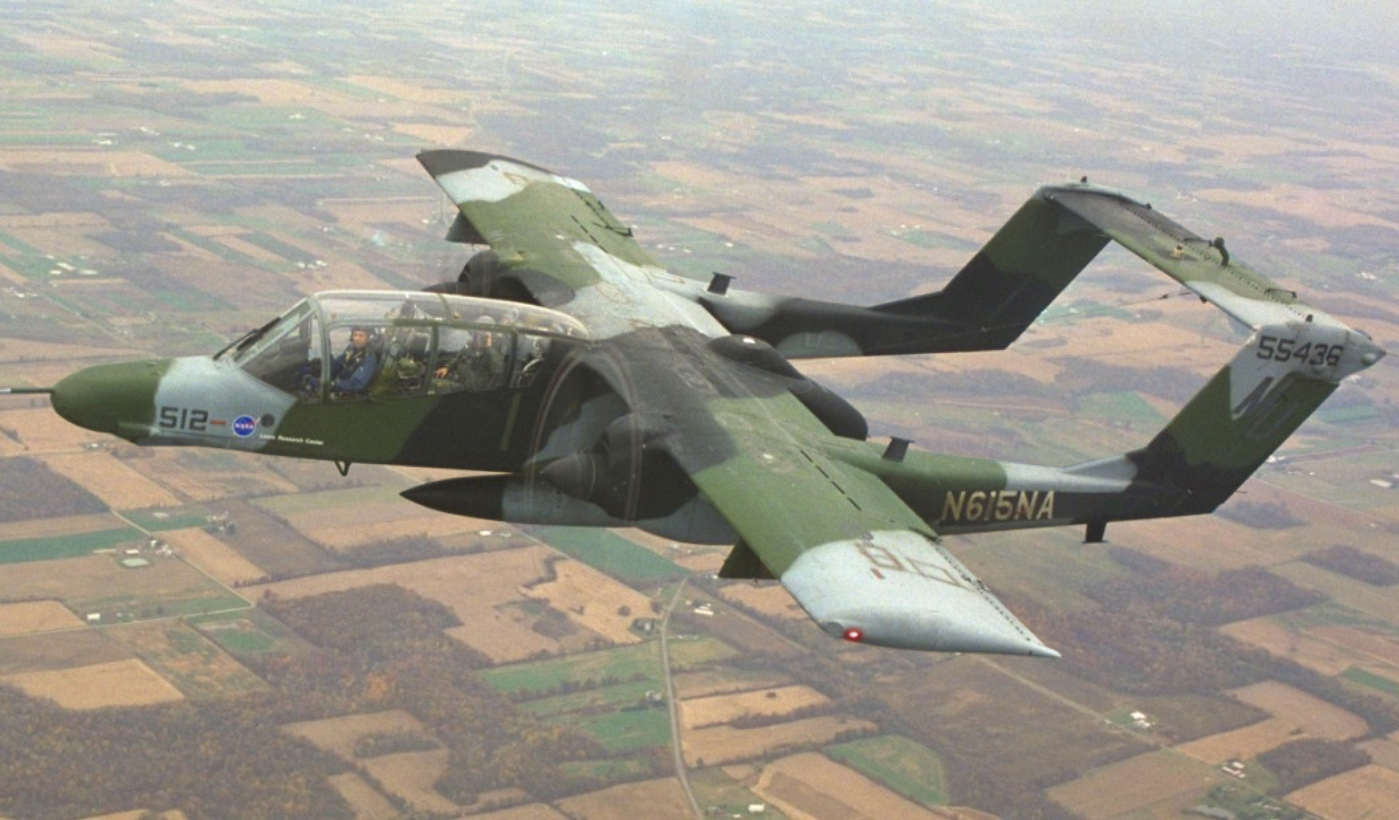
Avion North American Rockwell OV-10 Bronco operat de NASA în 2009

North American Rockwell OV-10 Bronco este un avion de observație și atac ușor care utilizează turbopropulsoare. A fost conceput în anii 1960 ca un avion special pentru combatarea contrainsurgenței. Deși este un avion cu aripă fixă, capabilitățile sale în luptă evidențiază un aparat de atac ultragreu, rapid, cu rază lungă, necostisitor și de încredere.
Zboară la o viteză de 560 km/h, transportă 3 tone de muniție externă și poate zbura timp de 3 ore sau mai mult. Este prețuit pentru capacitățile sale ca avion multirol ,sarcină utilă, redundanță, câmp vizual, abilitatea pe distanțe mici, pierderi minime operaționale și întreținerea ușoară. În multe cazuri zboară acceptabil cu un singur motor. În serviciu, era folosit în primul rînd ca avion de atac ușor, Controlor Aerian Timpuriu și ca avion de transport.